# Фрабоза Сотана
Фрабоза Сотана (итал. Frabosa Sottana) је насеље у Италији у округу Кунео, региону Пијемонт.
Према процени из 2011. у насељу је живело 262 становника. Насеље се налази на надморској висини од 656 м.

## Становништво
Према резултатима пописа становништва 2011. у општини је живело 1.494 становника.
| 1936. | 1951. | 1961. | 1971. | 1981. | 1991. | 2001. | 2011. |
| ----- | ----- | ----- | ----- | ----- | ----- | ----- | ----- |
| 1.742 | 1.593 | 1.297 | 1.128 | 1.170 | 1.197 | 1.390 | 1.494 |